# NGC 6829
NGC 6829 este o galaxie situată în constelația Dragonul. A fost descoperită în 3 septembrie 1886 de către Lewis A. Swift.